# Markku Alén
Markku Alén, född 15 februari 1951 i Helsingfors, är en finländsk före detta rallyförare. 1978 vann han Fia Cup som var en föregångare till Rally-VM.